# Miyu (ジュニアアイドル)
miyu（みゆ、1996年1月10日 - ）は、日本のモデル。エンジェルプロダクション所属。
大阪府出身。1つ上の姉の yuuna （外原裕菜）、3つ下の妹の shuri （外原朱梨）も同じ事務所に所属している。

## 人物
2003年、小学2年生の秋ごろに、大阪のモデル事務所エンプロのモデルとして姉・yuunaとともにデビューする。メイド姿のコラージュ写真が2ちゃんねるをはじめとしたネット界に出回ると、「この美少女は誰？」と評判が高まり、一気にmiyuとそれまで大阪のマイナー的存在だったエンジェルプロダクションを業界のスターダムに押し上げていった。
その後もコンスタントに作品を出し続けている。性格は天真爛漫で、屈託の無い笑顔が特徴的。魅力ある表情が多く、被写体として非常に高い評価を受けている。モデルの仕事をずっと続けたいと話している。

## 経歴
CD-ROM写真集1.2、DVD.1は同時期にまとめてとられたものである。小学3年生になるとパンダ服特集の別冊版があったり、姉yuunaとのペア作品、初のメジャー作品Pure baloonシリーズ（エンプロ製作ではない）も発売される。この夏には去年と一転して日焼けをし、また秋頃に髪をばっさり切った。2005年度にはエンプロのDVD2作目がまず作られ、そしてエンプロのメジャーシリーズ「Angel kiss」の3作目にmiyuの初ソロメジャー作品が作られ、この作品は多くの店舗に置かれ知名度をあげた。2006年度にはメジャーソロ2作目「天使的美少女エピソード6 MIYU 小学5年生」が作られ、これも人気作品となった。2007年度にはいとこであるめもらとのコラボが増え、メジャータイトルが一つ出ている。2008年には藍とのW主演で特撮DVD『きらめき天使アイ＆ミユ』が発売された。
NMB48のオープニングメンバーオーディションに応募していたことがスター姫さがし太郎の放送で確認されているが、二次審査のメンバーには残留していなかった。

## 作品
2003年度（小学2年生）
CD-ROM写真集1
CD-ROM写真集2
2004年度（小学3年生）
DVD.1
CD-ROM写真集3
CD-ROM写真集.別冊　パンダ
Pure balloon DVD.1　（yuunaとのペア）メジャー作品
Pure balloon DVD.2　（yuunaとのペア）メジャー作品
CD-ROM写真集4
CD-ROM写真集（yuunaとのペア）
2005年度（小学4年生）
DVD.2
CD-ROM写真集.5
Angel kiss　03 みゆMIYU 小学4年生　メジャー作品
2006年度（小学5年生）
DVD-3
CD-ROM写真集.6.
天使的美少女エピソード6 MIYU 小学5年生　メジャー作品
CD-ROM写真集..7
2007年度（小学6年生）
DVD.4
CD-ROM写真集.8
アイドルウェーブDVD（めもらとのメジャーペア作品）
CD-ROM写真集.（めもらとのペア作品）
CD-ROM写真集.9
2008年度（中学1年生）
DVD.5 （3月）
CD-ROM写真集.天下茶屋 MIYU（天下シリーズ、4月）
DVD『きらめき天使アイ＆ミユ』　ウエストパワー製作・メジャー作品（5月）
CD-ROM写真集.きらめき戦士MIYU（5月）
CD-ROM写真集.10（8月）
CD-ROM写真集.（三姉妹写真集　ゆうな　MIYU　SYURI）9月
CD-ROM写真集.（藍との同時収録）11月
DVD.6 （1月）
DVD.7 （女王様バージョン、1月）
（注）無表記はエンプロの自主インディーズ作品